# Dzūkija
| Lituania minore Samogizia Aukštaitija | Sudovia Dzūkija |

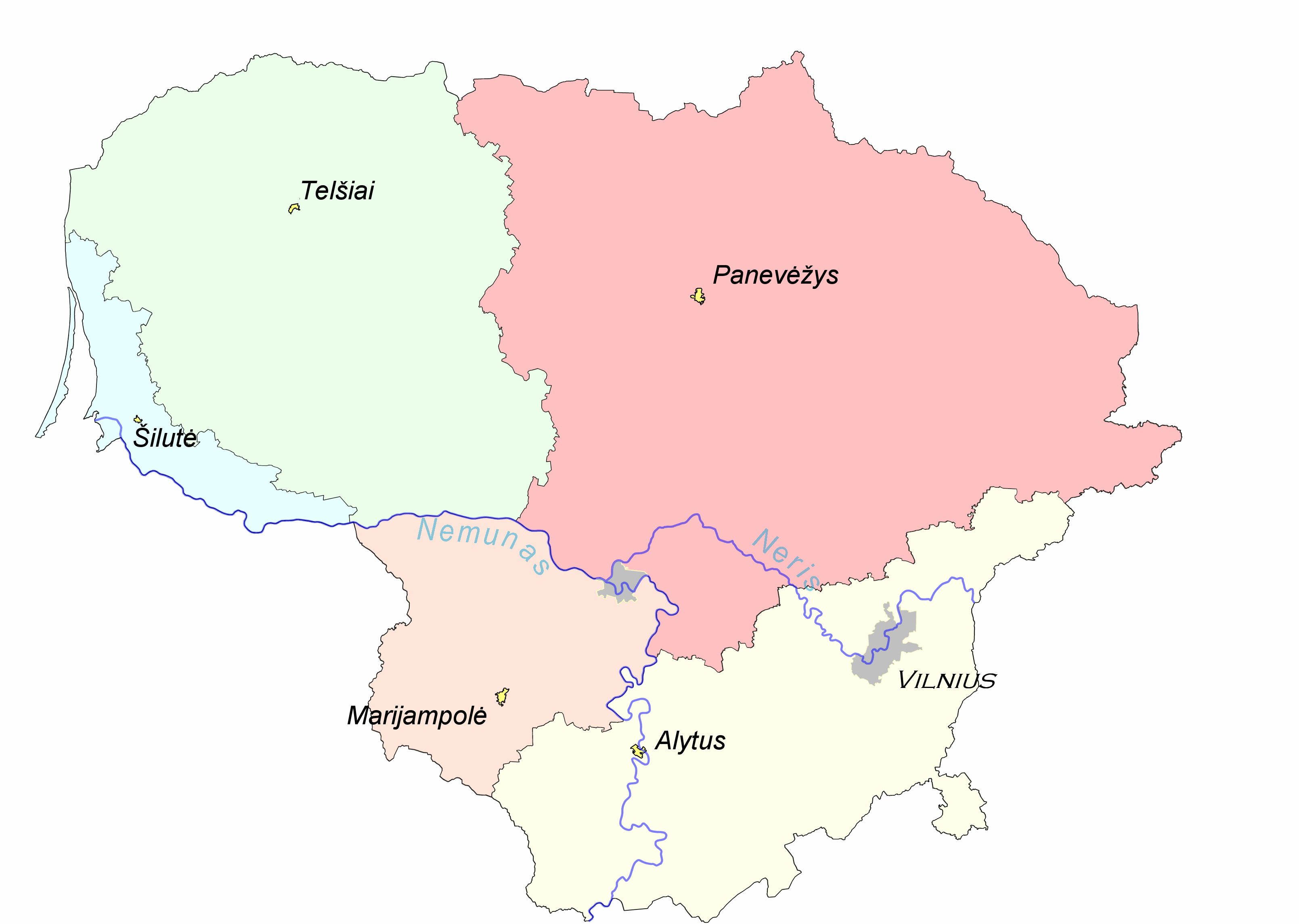
Le regioni della Lituania

La Dzūkija ([dzuː.kɪ.ˈɪʌ], semplificata [dzūkija], in lituano: terra dei canti) o Dainava è una delle regioni etnografiche della Lituania.

## Geografia
La Dzūkija è situata nel sud della Lituania e consiste delle municipalità del distretto di Varėna, municipalità del distretto di Alytus, città di Alytus, municipalità del distretto di Šalčininkai, municipalità del distretto di Trakai, municipalità del distretto di Vilnius, municipalità del distretto di Lazdijai, la parte sud della municipalità del distretto di Švenčionys e la municipalità di Elektrėnai. Parte della regione appartiene alla Polonia nord-orientale (Voivodato della Podlachia) e un'altra parte appartiene alla Bielorussia occidentale. Vilnius, Lazdijai e Alytus sono le principali città della Dzūkija, e l'ultima di queste è considerata la capitale storica della regione, anche se non è mai stata entità politica. La Lituania è divisa in cinque regioni etnografiche, corrispondenti alle regioni rurali e alla tradizione; la divisione è anche dovuta ai dialetti parlati in ogni regione. A nord della Dzūkija c'è la regione dell'Aukštaitija, mentre la Sudovia (Sūduva o Suvalkija in lituano) sorge ad ovest. Grandi parti della Dzūkija sono coperte da foreste e nelle aree più scarsamente popolate, la densità di popolazione è ancora più bassa di 4 persone per km². La principale zona paludosa della Lituania, la palude di Čepkelių è situata nella regione.
Due dei cinque parchi nazionali della Lituania si trovano nella Dzūkija: il Parco Naturale della Dzūkija, ad est di Varėna, fondato nel 1991 e il Parco Nazionale Storico di Trakai, presso la città di Trakai, stabilito nel 1992.

## Demografia
La popolazione della Dzūkija parla tradizionalmente il dialetto dzūkiano, conosciuto anche come Aukštaitiano meridionale. Come altrove in Lituania, i dialetti sono utilizzati sempre meno, perché la popolazione utilizza sempre di più la lingua lituana standard, eccetto forse i più anziani. La parte orientale della Dzūkija (facente parte della Bielorussia, del distretto di Šalčininkai e di Vilnius) è stata grandemente influenzata dalla slavizzazione, pertanto oggi ha consistenti maggioranze polacche e bielorusse.

## Tradizioni
A causa delle sue caratteristiche di regione remota, piena di foreste e paludi, nell'area è molto sviluppata la crescita di funghi e bacche selvatiche; la raccolta di questi prodotti è da secoli una tradizione del popolo della Dzūkija, e continua anche oggi. In estate ed autunno, ci sono molti abitanti che vendono funghi e altri prodotti nei mercati o sulle principali strade, anche se esistono grandi compagnie che comprano ciò che viene raccolto dalla popolazione. Gli altri lituani giungono da tutto il Paese nella Dzūkija per rilassarsi, anche se gli abitanti locali cercano di nascondere i luoghi più ricchi di risorse forestali. In Lituania esiste il seguente detto: "Jei ne grybai ir ne uogos, dzūkų mergos būtų nuogos" ("Se non fosse per funghi e bacche, le ragazze della Dzūkija andrebbero in giro nude").

## Politica
Dzūkija, a differenza ad esempio della Samogizia (altra regione etnografica della Lituania), non è mai stata definita come unità politica o amministrativa. Tradizionalmente, la città di Alytus è considerata capitale della regione, anche se non è la città maggiore. L'idea delle terre lituane, comunque, che era fortemente sostenuta dall'ex Presidente Rolandas Paksas, proponeva che la Lituania, fosse divisa nelle regioni etnografiche (chiamate terre) anziché nelle apskritys (contee); ciò avrebbe reso la Dzūkija una terra separata. Anche se oggi non è chiaro se questa idea verrà attuata, alcuni anni fa sono state create la bandiera e lo stemma della Dzūkija.

## Simboli
Lo stemma della Dzūkija ritrae un guerriero bianco con lo scudo su terremo bianco, con cielo blu sullo sfondo. Lo stemma è uguale, tranne il fatto che è sostenuto da entrambi i lati da due creature, e sul fondo c'è l'iscrizione latina Ex gente bellicosissima populus laboriosus, che significa "Dalle tribù più bellicose - il popolo laborioso". Queste parole, intese come motto della Dzūkija, non erano utilizzate nel passato ma, come il guerriero dello stemma, rappresentano il fatto che gli Yatvingiani abitavano nella Lituania meridionale (inclusa quella che è oggi la Dzūkija), ed erano considerati una delle tribù baltiche più guerriere. La bandiera è basata su questi stemmi. I simboli sono stati creati da esperti di araldica della Lituania del sud pochi anni fa, appositamente per essere utilizzati nel caso in cui la Dzūkija diventasse unità amministrativa.